# Edward Rudge
Edward Rudge (27 de junio de 1763, Evesham - 3 de septiembre de 1846) fue un botánico y anticuario inglés.
Rudge develó un interés mayor en la flora de Australia, describiendo y nombrando el género Trachmene en 1811. Erasmus Darwin que había fallecido en 1802, es homenajeado por Rudge en 1815 al nombrar Darwinia

## Algunas publicaciones
- 1811. A description of several species of plants from New Holland. Ed. R.Taylor

- 1805-1806. "Plantarum Guianae rariorum icones"

## Honores
- 1829 nominado Alto Sheriff de Worcestershire

### Membresías
- Society of Antiquaries
- 1802: Linnean Society
- 1805: Royal Society

#### Epónimos
Género
- (Rubiaceae) Rudgea Salisb.[1]

Especies
- (Cyperaceae) Calyptrostylis rudgei Nees[2]
- (Poaceae) Panicum rudgei Roem. & Schult.[3]
- (Rubiaceae) Psychotria rudgei Bremek.[4]

- La abreviatura «Rudge» se emplea para indicar a Edward Rudge como autoridad en la descripción y clasificación científica de los vegetales.[5]

Unos 224 registros IPNI se conservan de sus identificaciones y clasificaciones de nuevas especies, las que publicaba habitualmente en : Trans. Linn. Soc. London; Pl. Guían.; Flora of Victoria; Proc. Linn. Soc. London; Flora Australiensis; Die Naturlichen Pflanzenfamilien; Ic. Pl. Gui.; Contr. New South Wales Nat. Herb.